# Carla Barbarella
 (septembre 2024).
Pour les articles homonymes, voir Barbarella (homonymie).
Carla Barbarella, née le 4 février 1940 à Magione, est une femme politique italienne.
Membre du Parti communiste italien, elle siège au Parlement européen de 1979 à 1989.